# 雅纳克-夏朗德站
雅纳克-夏朗德站，简称雅纳克站，是法国的一个铁路车站，位于法国西南部市镇雅纳克。

## 位置
雅纳克-夏朗德站位于雅纳克市区的南部，夏朗德河左岸，距离雅纳克市区大约1.2公里。车站大致呈东西走向，正门开口朝西南。

## 车站概况
雅纳克-夏朗德站是一个普通的铁路车站，站房内设有一个人工售票窗口，但没有自动售票机。
雅纳克-夏朗德站没有地下通道或天桥，前往下行方向站台（桑特方向）的乘客需穿过铁路正线前往，因此该站存在一定的安全隐患。

## 站名
雅纳克-夏朗德站当中的"夏朗德"后缀来源于夏朗德省，但雅纳克的城市名当中没有"夏朗德河畔"（sur Charente）这个后缀，因此雅纳克-夏朗德站当中的"夏朗德"并非来源于夏朗德河。
事实上，由于在法国境内没有其它以"雅纳克"命名的车站，因此雅纳克-夏朗德站也可以简称为"雅纳克站"。

## 停靠线路
以下列车线路在雅纳克-夏朗德站停靠：
| 雅纳克-夏朗德站列车线路表 |              |                |        |              |
| 线路                      | 车种         | 上一站         | 下一站 | 大致运行频率 |
| 昂古莱姆—桑特/鲁瓦扬      | 法国大区列车 | 夏朗德河畔新堡 | 干邑   | 每天8趟左右  |
| 普瓦捷—桑特/鲁瓦扬        | 法国大区列车 | 夏朗德河畔新堡 | 干邑   | 每天1~2趟    |
| 昂古莱姆—拉罗谢尔         | 法国大区列车 | 夏朗德河畔新堡 | 干邑   | 每天1~2趟    |
| 1.                        |              |                |        |              |

## 配套交通

### 大巴车
雅纳克-夏朗德站对应的大巴车上下车地点位于车站前方。当某条铁路线施工或罢工时，SNCF会提供途径该线路沿途站点的大巴车。
夏朗德省政府下属的客运公司（Citram）提供"昂古莱姆—干邑"线路的大巴车线路，但上下车地点在雅纳克市区内的"Place du Château"，步行大约10分钟即可前往。

### 市内交通
因雅纳克城市较小，因此该市暂无城市公交线路。

## 临近车站
| 雅纳克-夏朗德站（Gare de Jarnac-Charente） |                    |          |
| 上行车站                                   | 线路               | 下行车站 |
| 夏朗德河畔新堡站←                          | 桑特－昂古莱姆铁路 | →干邑站  |
| - 本表仅显示运营中的线路及车站             |                    |          |